# Andronikos Gkizogiannīs
Andronikos Gkizogiannīs (in greco Ανδρόνικος Γκιζογιαννης?; Atene, 8 febbraio 1983) è un cestista greco.